# Св. св. Константин и Елена (курорт)
Вижте пояснителната страница за други значения на свети свети Константин и Елена.
Вижте пояснителната страница за други значения на Дружба.
Курортен комплекс Св. св. Константин и Елена е първият български морски курорт на Черно море. Намира се на 8 км североизточно от центъра на Варна. Заема територията: на юг – до нос „Свети Георги“, на север – до нос „Каваклар“, на запад – до бул. „Княз Борис I“, екопарк „Варна“, селище „Манастирски рид“ и на изток – до Черно море.
Св. св. Константин и Елена е сред курортите с национално значение, определени с Решение № 45 на МС от 25 януари 2005 година. Той е четвъртият по капацитет и посещаемост български морски курорт. Според Националния статистически институт, към 2022 г. комплексът разполага със 7138 легла в 47 места за настаняване и има капацитет 1 486 493 легла-денонощия, броят на реализираните нощувки е 502136, а на пренощувалите – 113654 души. 

## История

### Културно-историческото наследство
Курортът Св. св. Константин и Елена е едно от най-живописните места по нашето Черноморие. Съчетанието на плодородни земи, горска растителност и минерални извори отдавна е забелязано от древните хора и в местността и нейните околности има следи от обитаване още от праисторически времена.
В края на VІ хил. пр. н. е. настъпват глобални промени в климата. Средногодишните температури нарастват, а годишното количество на валежите се разпределя по-равномерно. В резултат на това зимите стават по-меки и топли, а летата – по-влажни и не така горещи. Този период е известен като „климатичен оптимум“. Той създава благоприятни условия за развитието на земеделие и скотовъдство на територии, които преди това са били по-сурови за обитаване от праисторическите хора. Това е времето на средната каменно-медна епоха, когато в североизточната част на Балканския полуостров протичат интензивни интеграционни процеси. Племената поддържат помежду си оживени контакти, способстващи динамичното им израстване и по-късно – преминаването към следващо, по-високо стъпало в развитието им, навлизането в периода на късния енеолит. Така по протежение на цялата северна част от Западното Черноморие обектите, датирани между 4700 и 4600 г. пр. н. е., придобиват сходен облик. По това време числеността на населението постепенно нараства и се появяват нови селища, усвояващи ненаселеното дотогава пространство между днешния град Балчик и Лонгоза. Важно значение в развитието на местното население има търговският обмен с черупки от средиземноморската мида Спондилус, докарвани тук вероятно по вода. Именно районът на Северозападното Черноморие играе ролята на разпределителен център на тази суровина на север и североизток. Тук започва все по-интензивно да се развива и металургията, първите наченки на която са установени още през времето на ранната каменно-медна епоха.
Останки от селище от средната каменно-медна епоха са открити и в местността Батареята – между горната част на местността Траката, северно от Варна, и квартал Виница. То е лежало на малка тераса, обърната на юг към морето. От него е документиран само малък участък, на който е открито огнище и фрагментирана битова керамика – кухненска и трапезна. Към същото време (4700 – 4600 г. пр. н. е.) се отнасят и откритите през 1958 г. пред сградата на пощенската станция в курорта Св. св. Константин и Елена (тогава Дружба) на дълбочина около 3 м няколко гроба, съдържащи скелети в свито положение наляво с черепи на изток. В тях като гробен инвентар са положени малки съдове, богато украсени с врязвания от бяла, червена и графитна боя. Подобни са откривани и в други селища и некрополи от средната каменно-медна епоха по Черноморското крайбрежие. Но описаните позиция и ориентация на скелетите не са характерни за този район, където доминиращата ориентация на покойниците в гробните ями е с глава на север. Позата „хокер“ наляво също не е типична поза на погребване за този ареал – при гробовете на мъже доминира изпънатото положение, а при жените – свитото надясно. Подобна практика, да се погребват починалите в свито положение на лявата си страна с глава на изток, е характерна за племената от вътрешността на източната половина на Балканския полуостров. Тази смесица от белези на различни култури е твърде интересна и засега не може да намери своето обяснение. Особеното място на гробовете от курорта се подчертава и от богатата графитна украса на керамиката, намерена в тях. В околните обекти от средния енеолит използването й е изключително рядко, в единични случаи. През късния енеолит, макар и широко разпространена при съдовете, откривани в селищата, тя продължава да се среща рядко върху изделията, полагани като гробен дар. Така че въпросът за културната принадлежност на съществувалия тук некропол поради отбелязаните различия в позата и ориентацията на погребаните остава открит. Милко Мирчев, който първи съобщава за откритието, обяснява голямата дълбочина на гробовете с наличието на дебел наносен пласт от пясък и речни камъни. Очевидно става въпрос за некропол от средната каменно-медна епоха, част от който остава непроучен и до днес, лежащ под централната част на курорта. Селището на обитателите, които са го оставили, е неизвестно. Може би то се намира на северозапад, на територията на Университетската ботаническа градина – Екопарк Варна на Софийския университет „Св. Климент Охридски“, където на брега на реката, протичаща покрай мястото на откриването на гробовете, са открити фрагменти от неолитна керамика, единият от които – от култова масичка, украсена с графит. Районът остава привлекателен за древните обитатели и е интензивно населен и след средната каменно-медна епоха. Процесите на взаимна интеграция продължават да протичат и през следващата фаза – късната каменно-медна епоха. Те обаче вече са по-скоро търговско-обменни, отколкото културно-консолидиращи. Така на крайбрежната ивица с широчина около 30 км се появява и развива една нова култура, която носи името на днешния град Варна. Тя има водещо значение за цялата североизточна част на полуострова. Тук промените в стопанството и структурата на обществото протичат най-бързо и се заражда и това, което по-късно ще бъде наречено класово общество. На територията на парка и обработваемите площи около резиденция Евксиноград, непосредствено на юг до курорта Св. св. Константин и Елена, са открити два керамични съда, които най-вероятно произхождат от селище, намирало се в този район. На север до курорта, в рамките на днешното курортно селище Слънчев ден (местността Кокодива или както е известна на по-старите варненци – Детския санаториум), през ХХ в. са събирани множество находки – медни брадви, клинове и длета, кремъчни пластини, каменни сечива.

### Манастир „Св. св. Константин и Елена“

#### Създаване и развитие през XVIII – XIX век
Легендата разказва, че в една тъмна нощ ураганен вятър превивал клоните на дърветата и морето страховито бучало. Сред оглушителния тътен на морските вълни монасите дочули викове за помощ. На утрото, когато бурята стихнала, те отишли на морския бряг и пред очите им се разкрила ужасна гледка. На брега били пръснати отломки на голям кораб. Вълните подмятали телата на удавници. Братята се погрижили по християнски обичай за тях. Сред телата те намерили полужив пътник, стискащ странен вързоп в ръцете си. Погрижили се за корабокрушенеца и когато той дошъл на себе си, им разказал, че в големия вързоп е завита икона на пресветите покровители на християнството Св. Константин и Св. Елена. Спасеният пътник се оказал пратеник на монаси от православна обител до Цариград. След чудотворното си избавление той подарил иконата на монасите и поръчал на това място да се построи храм на името на светите равноапостоли.

През ХVІІІ в. братята съградили манастира „Св. св. Константин и Елена“, като в олтара вграждат чудотворната икона на светците и целебен извор с лековита светена вода. Потвърждение на това, че в легендата се съдържа доза истина, е написаното от архимандрит Инокентий в списание „Морски сговор“, книга 5 от 1935 г. В статията си „Манастирът-летовище край Варна“ той съобщава: 
„Известна светлина върху старостта на същия (манастирът „Св. св. Константин и Елена“ – б.а.). Дотогава точни сведения не е имало. До такива се добрахме по следния начин: в дясната страна на иконостаса е поместена храмовата икона „Св. св. Константин и Елена“ в цял ръст, художествена византийска живопис; фигурите са облечени в златни царски сакос и порфира. Вековете обаче са наслоили върху тях толкова много прах, че едва можеше да се разпознаят лицата и облеклото. След грижливо почистване блеснаха фигурите в целия си ръст. В долната част на иконата, под подножието на животворния Господен Кръст, който се намира между двете лица, открихме доста повреден надпис на гръцки език, от който можем да прочетем: „Поради силен страх на християните [… ] в Цариград 1713 г.“. По всяка вероятност иконата е била изработена в Цариград и след това пренесена и поставена на иконостаса на манастирската църква. “
Интересни писмени сведения за манастира откриваме в книгата „Писма от България“ на известния руски пътешественик и писател Виктор Тепляков, публикувана в Москва през 1837 г. 
„Ходих в манастира „Св. Константин“ – пише той – отстоящ на 10 версти от Варна… Недалеч от една чешма по пътя някакъв овчар пасеше биволи… той тананикаше някаква песен… Мелодията е ту весела, ту печална, мелодия на българска песен… Моят преводач запита българина колко часа има до манастира… Игуменът гощава гостите с мед и хляб.“
 Манастирът е силно пострадал през Руско-турската война от 1828 – 1829 г. и е напълно разрушен, преди Варна да бъде превзета от руските войски. Той е възобновен благодарение на усилията на двамата братя, йеромонасите Теодосий и Агапий Кантарджиеви от Търново. С доброволните пожертвувания и труда на християните от Варненската духовна околия в продължение на 30 години светата обител е възстановена. Благодарение на настойчивостта и вярата на двамата монашеската обител оживява. Местното население от близките села, където няма храмове, посещава манастирската църква, за да се поклони и измоли помощ, подкрепа и защита от чудотворната икона на Св. Константин и Св. Елена. Братята със собствени усилия и средства и с доброволния труд на християните от близките села преобразяват дивата природа около манастира и превръщат земята в ниви и ливади. За кратко време манастирът става най-големият собственик на имоти във Варненската епархия. Земите и водениците на манастира се отдават под наем. Част от приходите на обителта и даренията от християните са използвани за построяване на църкви в околните села, за издръжка на училища, за подпомагане на бедни.
Въпреки че манастирът е в диоцеза на Цариградската гръцка патриаршия и се ръководи от Варненската гръцка митрополия, йеромонасите Теодосий и Агапий извършват богослужението на църковнославянски език. Само на големи празници манастирът се посещава от гръцкия митрополит и влиятелни гръцки граждани и тогава службите се водят на гръцки. След смъртта на игумена Агапий за кратко време го замества Константин Дъновски – първият български свещеник във Варненско, който също провежда божествените служби на църковнославянски език. Скоро той е прогонен от гъркоманите. От 1867 г. в манастира „Св. Константин“ служат само гръцки свещеници, единствено на гръцки език. 
До учредяването на Българската екзархия на 28 февруари 1870 г. манастирът „Св. Константин“ е общо притежание и обслужва цялото християнско население във Варненска околия, без разлика на народност. След създаването на независимата българска църква, поради това, че според Султанския ферман само Варна и околните села са изключени от диоцеза на Българската екзархия, манастирът заедно с всичките си имоти е присвоен от Варненската гръцка община. Тя го владее от 1867 до 1899 г., когато след съдебен спор съдът решава да предаде манастира за стопанисване на Варненската окръжна комисия. Тя го притежава и стопанисва до 1934 г., когато Окръжният съвет и Варненската окръжна постоянна комисия са закрити и владението на манастира е предадено на Варненската община.

#### Манастирът и развитието на района като морски курорт
През 70-те години на ХІХ в. манастирът „Св. Константин“ е напълно възстановен. Наред с малката църква са построени монашески килии, но монашеско братство не се образува. Съвременници твърдят, че точно по това време в манастирите „Св. Димитър“ и „Св. Константин“ се поставя началото на ползването на морето за развлечение и укрепване на здравето. Монашеските килии се отдават под наем на приходящи, а богатите варненци имат свои постоянни килии, където отмарят в летните жеги и прекарват лятото.
В своите спомени граф Игнатиев, който посетил Варна през 1878 г., пише:
„Любимо място на жителите на града са разходките до манастирите „Св. Димитър“ и „Св. Константин“, разположени сред разкошна зеленина на самия бряг. Поправени с ресторанти и танцувални зали, нищо манастирско няма в тях“. 
По време на своето посещение през 1879 г. известният руски писател Василий Немирович-Данченко констатира: 
„Килиите се отдават под наем, случва се даже и на влюбени двойки. Така си живеят тук. Цяло лято идват хора отвън“. 
 Макар че писаното се отнася за времето 1878 – 1879 г., авторите подчертават, че са констатирали един установен начин на живот в манастирите през лятото. През целия сезон тук има летовници, дошли специално да ползват морето и слънцето, за да подобрят здравето си, да се забавляват, а не на поклонение. Това са все съществени елементи на курорта, който по-късно получава разцвета си след Освобождението.

Павел Калянджиев, съвременник на описваните събития, пише в статията си „Манастирът Св. Димитър и Св. Константин“, публикувана в брой 14 от август 1880 г. на Варненски вестник: 
„Най-голямото удоволствие на жителите на Варна лете са морето и лозята. В морето се къпят, а в лозята се разхождат, ядат, пият и лакомят се със сладки овощия, прохлаждат се от студената вода… Планинският хладен вятър, що повява от Балкана и този от морето, всичко това прави, щото човек да прекара лятото без да му омръзне и домъчнее… Болният човек може да получи облекчение на здравето си“. 
 В статията се подчертава, че морето и всичко, което е свързано с него, представлява интерес и от здравна гледна точка. Посетителят идва тук според автора, за да си почине и укрепи силите си и да подобри здравословното си състояние.
След Освобождението на България през 1878 г. първият български княз Александър І Батенберг обичал да идва във Варна и познавал околностите на града. Батенберг посещава манастира „Св. Константин“ през август 1880 г. и така става първият високопоставен курортист на обителта. По време на пребиваването му варненци обгръщали княза с внимание и му устройвали серенади. Височайшото посещение също допринася много за развитието на региона като морски курорт.

#### Манастирът „Св. Константин“ след Освобождението
След Освобождението манастирът „Св. Константин“ продължава да е собственост на Гръцката вероизповедна община и е ябълката на раздора между българската и гръцката общност във Варна. Въпросът за собствеността на манастира е поставен за разрешение още в първите години след Освобождението. Във Варненски вестник от 13 август 1880 г. е публикувана статия, която разглежда въпроса за владението и стопанисването на двата манастира и настоява местната изпълнителна и съдебна власт да бъдат по-решителни в действията си: 
„Грижите и попечението трябва да се отнемат от Гръцката митрополия и да се предадат според закона на общинския Варненски съвет, в правата на който влизат градските дюгени, празните места, пазарите, градската мера и в нея всички камъни и всичко що е на земята и под земята, в това число градини, лозя, къпални и имотите на манастирите. Градският съвет без да губи време и немедлено трябва да определи едного от своите членове, за да направи опис на всичкото движимо и недвижимо имущество и да приеме под свое управление, и в това време да помоли владиката на Варненска епархия, преосвещени Симеон, да назначи двама стари свещеника за „Св. Димитър“ и „Св. Константин“.
На 14 август 1891 г. Варненската окръжна постоянна комисия подава прошение във Варненския окръжен съд за отнемане на манастира „Св. Константин“ от Гръцката вероизповедна община и предаването му на Варненската окръжна постоянна комисия. След дълга съдебна сага през октомври 1899 г. имотът е предаден във владение на Варненския окръжен съвет. Гръцката вероизповедна община не се примирява и продължава да обжалва делото. През 1919 г. Международният съд в Хага решава въпроса в полза на българската страна.
След поемането на стопанисването на манастира „Св. Константин“ и неговите имоти от Окръжния съвет въпросите, свързани с него, се разглеждат на сесии на Окръжния съвет. Поставя се въпросът за специализирането на манастирското стопанство. Междувременно Министерството на търговията и земеделието разпорежда на Окръжния съвет да предвиди средства в бюджета си и да започне в манастирското стопанство изграждане на окръжно винаро-земеделско училище, кравеферма, птицеферма и свинарник.
Сред окръжните съветници се оформят две мнения за насочеността на стопанството. Една част от тях настояват в манастирското землище да се изгради окръжно земеделско стопанство с овощен и черничев разсадник, за производство на лозов материал и две станции за развъждане на домашни животни и птици. Другата група окръжни съветници застъпват идеята манастирското стопанство да се развива като морски курорт.
Отстъпвайки пред настояването на Министерството на търговията и земеделието, на своя сесия през 1903 г. окръжният съвет взема решение № 114 и гласува в бюджета си 16 000 лв. за изграждане на практическо винаро-земеделско училище в района на манастира „Св. Константин“. На 15 април 1903 г. по предписание на Министерството на търговията и земеделието сесия на Окръжния съвет взема решение за „устройване на разсадниците за овошки и лозови пръчки“. Назначен е специалист градинар, който да управлява всички имоти на манастирското стопанство. В началото на ХХ в. във Варненския градски общински съвет се дискутира развитието на Варна като курортен град и какво трябва да направи общината за подобряване на инфраструктурата, изграждане на модерен хотел, доставяне на допълнителни количества вода в града и т.н.

### Най-големият детски санаториум на Балканите
Три са имената от историята на Варна, които са свързани с курорта Св. св. Константин и Елена и допринасят най-много за изграждането на престижа му още в края на ХІХ в.. Това са д-р Иван Басанович, който има огромни заслуги за развитието на здравното дело и на медицинската наука у нас, проф. д-р Параскев Стоянов – основателят на морелечението и калолечението в България, и д-р Александър Недялков – управител на Държавния детски морски санаториум „Царица Елеонора“ в курорта Св. св. Константин и Елена. 
На 22 септември 1901 г. д-р Басанович е избран за почетен член на Варненския общински съвет. Съветът му възлага да представи мерки за подобряване на санитарно-хигиенното състояние на града. Като изключително прозорлив човек, още през март 1902 г. той представя на съветниците два доклада за подобряване на санитарно-хигиенното състояние на града и за развитието му като курортен център.
Наред с проблемите на Варна д-р Басанович отделя специално място на развитието на манастира „Св. Константин“ като курорт. Той констатира, че „манастирът е прекрасно място за построяване на едно хидротерапевтично заведение, от каквото се чувства голяма нужда, или на санаториум – било за нервноболни, било за скруфолозни, за да може Варна да се повдигне като климатолечебна станция“.
При назначаването му във Варненската морска болница Параскев Стоянов поставя като условие пред директора на Народното здраве д-р Марин Русев, че ще поеме поста, ако към болницата се изгради Детски морски санаториум. Тази идея се заражда у д-р Стоянов през 1898 г., по време на неговата специализация във Франция, когато посещава изложба на Първия международен конгрес за борба с туберкулозата. Дирекцията на Народното здраве изпълнява обещанието си, като предоставя на д-р Стоянов да намери подходящо помещение и организира детския санаториум. Той се спира на бараките в местността Карантината, на морския бряг под нос Галата във Варна. На 12 юли 1905 г. след необходимата реконструкция и подходящото оборудване със скромно тържество е открит летен детски санаториум за скруфолозни, лимфатични и малокръвни деца. Параскев Стоянов изработва първия правилник, уточнява режима и реда в санаториума. Там той извършва и първите опити за лечебното въздействие на слънцето и морето върху лимфната, перитонеалната и костно-ставната туберкулоза. По-късно Детският морски санаториум е преместен в землището на манастира „Св. Константин“, недалеч от двореца Евксиноград. Но и тук условията не удовлетворяват д-р П. Стоянов. В този момент при определянето на мястото, където да се изгради санаториумът, се намесва царица Елеонора. През 1909 г. тя изиграва решаваща роля за изграждането на модерна лечебна база на Детския морски санаториум.

Проф. д-р Параскев Стоянов си спомня:
„На 4 октомври 1909 г., една комисия, назначена от София, заедно с Нейно Величество Царица Елеонора, обиколи цялото крайбрежие, за да избере подходящо място за детския санаториум. 
Комисията се спира на терен в местността Кокодива, близо до манастира „Св. Константин“. Царицата участва в строителството не само с морална, но и с материална помощ. Мястото, отпуснато от Варненската окръжна постоянна комисия, е издействано благодарение на настояването на д-р Стоянов. Строителството започва веднага през 1909 г. и завършва за няколко години. Местоположението на сградата е особено благоприятно за лечебни цели, защото тук се съчетават основните лечебни фактори – слънце, море и чист въздух. Сградата е изградена в оригинален старобългарски стил. Нейната лицева страна гледа към морето на югоизток, в дъното на хубав малък залив, огряван през целия ден от слънцето. Морето е бистро, с недълбоко пясъчно дъно. На плажа е изграден летен павилион, където децата живеят денонощно в продължение на 2 до 4 месеца и правят своите въздушни, слънчеви, пясъчни и морски бани. През зимния сезон се прилага изкуствено слънцелечение.  
Зад зданието на санаториума е оформен парк, състоящ се от няколко борови горички. При санаториума е уредено неголямо земеделско стопанство от зеленчукова и овощна градина, лозя, ферма за животни и птици, пчелин и др. Санаториумът притежава собствен водопровод, канализация, електрическо осветление, аптека и жилищен блок за персонала.
- Снимки от Климатичното училище на Софийското училищно настоятелство – 1934 г.
- Утринна гимнастика
- Детският общински съвет
- Занятия на плажа

Държавният санаториум има определена заслуга за популяризирането на морелечението не само сред децата, но и сред възрастните. Неговото изграждане в близост до манастира „Св. Константин“ дава увереност на ръководството на Окръжния съвет и Окръжната постоянна комисия, че решението за формирането на земеделското стопанство „Св. Константин“ като морски курорт е правилно и необходимо.

### Създаване на курорта през 1908 г.
Желанието на хората да почиват и да се лекуват в окръжното стопанство „Св. Константин“ принуждава Окръжния съвет да пренебрегне разпорежданията на Министерството на търговията и земеделието и несъгласието на някои окръжни съветници и през 1907 г. да вземе решение за преустройване на помещенията на винарското училище в стаи за живеене, като през летния сезон се отдават под наем на летовници.
На първата сесия на Окръжния съвет през септември 1908 г. се взема решение „окръжното стопанство да се преобърне на летен курорт и в това направление се насочват бюджетните средства на Окръжния съвет“. Предприемат се мерки за залесяване на пустинните местности, изграждат се алеи около бюфета. През 1909 г. Окръжната постоянна комисия заделя в бюджета над 15000 лева за изграждането на нов бюфет, като същевременно старият се приспособява за помещение, където се настанява управлението на стопанството.
През 1910 г., като се използват здравите стени на почти разрушеното манастирско здание, намиращо се близо до дълбоката чешма, е издигнат етаж от 12 стаи. На следващата 1911 г. е преустроено друго каменно здание, състоящо се от 5 стаи, една кухня, един салон и изби, като над него се надстройват два етажа с 12 стаи и 2 салона. На плажа са изградени две бани – мъжка и женска, прокарани са пътища в стопанството. През 1913 г. Окръжната постоянна комисия разполага с три самостоятелни сгради с 63 стаи, които през летните месеци се отдават на курортисти.

През 1911 г. на есенната сесия на Окръжния съвет се разразяват бурни дебати по повод на закриването на животинската ферма при земеделското стопанство „Св. Константин“. На сесията присъства окръжният управител Жеко Жеков. В своето изказване той призовава съветниците да определят политиката на Окръжния съвет по отношение на развитието на стопанството „Св. Константин“, като подчертава нейната непоследователност. Първоначално е решено да бъдат изградени Винарско училище, опитно земеделско стопанство, а накрая се решава стопанството да се развива като курорт. 
„А понеже вече е дадено курортно направление на стопанството – изразява мнението си Ж. Жеков – е необходимо да се унищожат всякакви сервизи, които с нищо не допринасят в културно-стопанско отношение… “ 
 Вслушвайки се в съветите на окръжния управител, сесията на Окръжния съвет взема решение да премахне несъвместимите с курорта дейности в стопанството.
Интересът към новосъздадения курорт, разположен сред едно от най-красивите кътчета в околностите на Варна, с малки уютни и очарователни заливчета, чист златен пясък, нараства от година на година. Окръжният съвет и окръжният управител Жеко Жеков осъзнават, че бъдещето на „Св. Константин“ е в курорта, че той ще расте и ще се развива, че предстои строителство на санаториуми, почивни станции, частни вили и други сгради за нуждите на летовището. Те ясно съзнават, че за развитието на мястото е необходимо да се изгради подходяща инфраструктура, която да съдейства за бъдещото разрастване на курорта.
На същата сесия на Окръжния съвет през 1911 г. се гласуват 10 000 лева за изработване на генерален план на курорта. Назначена е постоянна комисия, която да изготви предварителните условия за съставяне на плана. Комисията е в състав: окръжният управител Ж. Жеков, председателят на Варненската окръжна постоянна комисия П. Бакърджиев, окръжният съветник Вл. Димитров, варненския окръжен архитект Ст. Иванов, варненският медицински лекар д-р Живков, градинарят при варненската община А. Новак, варненският градски общински кмет Ал. Василев, инж. Зл. Бръчков, д-р Клисурски, арх. Д. Дабков, градинарят при Евксиноградския дворец инж. Бончев.
Специалната комисия обхожда курортното землище, но не изказва мнение по въпроса, защото смята да се събере във Варна, където да оформи своето окончателно становище за изработването на генералния план на курорта. Започналата мобилизация и последвалите Балканска и Междусъюзническа война не позволяват комисията да представи писмените си решения.

След създаването на курорта Св. Константин за все повече хора става ясно, че така може да се подпомогне икономическото развитие на Варна и окръга, че ще се даде препитание на много хора. В статия, публикувана в списание „Български лекар“ (книга 1 от 1911 г. ), д-р Д. Иванов пише: 
„Банското дело освен здравословното си значение, може да се разглежда като важен отрасъл на народното стопанство. То не само повдига здравното състояние на народа, но засилва икономическото му състояние“.
По време на Балканската и Междусъюзническата война курортът не се посещава от летовници. В него са настанени 233 семейства, на брой 966 души, бежанци от Чаталджанско. Те оставят зданията силно занемарени и опушени. За да не провали курортния сезон през лятото на 1914 г., Постоянната комисия предприема сериозен ремонт. Същата година „Св. Константин“ е посетен от 46 семейства, дошли от София – 18, от Варна – 13, Русе – 7, Плевен – 3, Шумен – 2, и по едно от Пловдив, Горна Оряховица и Белоградчик. Сезонът е открит на 15 юни, но поради тревожните слухове за мобилизация след обявяването на Първата световна война продължава едва до края на юли. Първата световна война забавя развитието на курорта Св. Константин. Намалява броят на летовниците. В сградите са разквартирувани германските военни части, пребиваващи във Варна.
На следващата 1915 година сезонът в курорта е открит през май.

### Развитие на курорта от 1919 до 1944 г.
Развитието на окръжното стопанство „Св. Константин“ като курорт в периода между двете световни войни се осъществява с бързи темпове. От курорт за определено малцинство, търсещо морето преди всичко за укрепване на здравето и почивка, той се превръща в курорт за по-широк кръг летовници. От местен курорт, посещаван от забогатели българи в годините след Първата световна война, той постепенно започва да привлича и чужди летовници. Първата организирана група е от чешки туристи. Заради тях в манастира „Св. Константин“ са надстроени два етажа и хотелската част е наречена „Прага“. Интересът на чужденците е предизвикан от забележителната природа, топлото и гостоприемно море, златния пясък и кристалночистия въздух и не на последно място – със сърдечното отношение на персонала.

В своя първи отчет след Първата световна война, представен на септемврийската сесия на Окръжния съвет през 1919 г., Варненската окръжна постоянна комисия изнася пред окръжните съветници и съобщава, че: 
„зданията на курорта Св. Константин са много увредени, кабинките на женските бани са съборени… Без да се прави някаква реклама, стаите започнаха да се ангажират още от месец май и юни“. 
Поради закъсняването на ремонта първите летовници пристигат на 13 и 14 юли. Всички стаи се заемат и ръководството на курорта е принудено да отказва на много хора поради липса на места. До септември 1919 г. Св. Константин е посетен от 52 семейства. В доклада на окръжната комисия се констатира още, че: 
„Макар зданията да имаха неудобства, то гостите пак си тръгваха с много добри впечатления, благодарение на хубавата местност, чистия въздух, хубавия плаж, морските бани“. 
 Комисията подчертава като недостатък лошите и нередовни съобщения с Варна. През 1919 г. те се осъществяват с една каруца и кон, собственост на стопанствата.
В такова състояние е в следвоенния период красивият курорт Св. Константин. Разположен на самия живописен морски бряг, той не може да отговори на непрекъснато увеличаващите се посетители, които търсят тук тишина и спокойствие, бягайки от шумния градски живот. Занемарен по време на Първата световна война, въпреки отстранените груби повреди курортът не може да осигури необходимите удобства на все по-взискателните посетители и гости. 
Като преодолява следвоенните трудности, свързани с дефицита на строителни материали, Окръжната постоянна комисия в следващите години предприема преустройство и разширение на курорта. През 1924 г. над едноетажния хотел се надстрояват още два етажа, с което предлаганите стаи се увеличават от 61 на 125. Това е единственият хотел близо до морето. В него е прекарана електрическа инсталация. Съществуващата кухня е водоснабдена. Недалеч от хотела е построен нов бюфет с дансинг. В курорта са открити млекарница, бакалница и магазин за плодове и зеленчуци, произведени предимно в градините на стопанството. По този начин се осигуряват пресни продукти за летовниците. Триетажната сграда за първи път в историята на българския туризъм участва в Международното туристическо изложение в Прага през 1928 г. 
За водоснабдяването на курорта Окръжната комисия сключва заем от 3 000 000 лева. Водоснабден е единственият хотел близо до морето. На плажа са изградени топли морски бани с кабинки за желаещите да правят слънчеви бани. Към 1930 г. гостите ползват изградените перачница и гладачница и услугите на фотограф.
Решен е въпросът за съобщенията на курорта с град Варна. Изграден е първокласен път до Св. Константин и Детския морски санаториум. През летния сезон омнибус „Опел“ редовно превозва летовници и граждани от Варна до курорта и обратно. Омнибусът посещава курорта обикновено три пъти на ден: сутрин, обед и вечер. Цената на билета обаче е много висока, поради което Окръжната постоянна комисия е принудена да отпуска субсидии на притежателите на автобуси и лодки срещу задължението да превозват пътниците на по-ниски цени. През 1925 г. е построен удобен пристан. Пусната е моторната платноходка „Вихър“, която постоянно циркулира от Варна до Св. Константин. Цената на водния транспорт е значително по-ниска от тази на автобусния и е предпочитан от летовниците и гражданите.
Окръжната постоянна комисия полага големи усилия за оформяне и поддържане на старите и на новите паркове. Засадени са много млади горички. Със съдействието на варненския градинар Антон Новак в курорта е изграден нов парк, който съперничи със своята своеобразна красота и разнообразие на Варненската морска градина.
Първоначално курортът се експлоатира от Окръжната постоянна комисия, а по-късно за получаване на по-стабилни доходи се отдава на предприемач. От 1920 г. търгът е спечелен от Петър Енчев. Всъщност курортът се експлоатира не от него, а от Руския Червен кръст на Николската община, съобщава в отчета за 1921 г. Окръжната постоянна комисия.
След Първата световна война, благодарение на рекламата, която Окръжната постоянна комисия прави, курортът Св. Константин придобива все по-голяма популярност не само сред българските летовници, но и сред тези от чужбина. Стаите се ангажират няколко месеца преди началото на сезона. Много често ръководството не може да задоволи всички искания и се връщат много летовници.
В отчета за 1929 г. Окръжната постоянна комисия изнася с гордост пред окръжните съветници: 
„Стопанството Св. Константин като морски курорт, със своите хубости, разкошен плаж и топли морски бани, доби известност и извън пределите на Царството. Тази година стопанството бе посетено от 19 семейства чужденци, от които 10 от Чехия, 4 от Германия, 2 от Виена, 1 от Англия и 2 от Румъния. Чужденците останаха възхитени от курорта и обещаха пак да го посетят“.
 Можем със сигурност да твърдим, че от 1929 г. Европа и европейците откриват курорта Св. Константин. Въпреки липсата на комфорт, на който те са свикнали, чуждестранните гости са запленени от природата и тишината, морето, слънцето и пясъка. През следващите години броят на летовниците от чужбина, които посещават курорта, ежегодно нараства.

#### Първи почивни станции и санаториуми
През 1925 г. по разпореждане на Министерството на търговията и благоустройството Окръжният съвет започва да раздава места в землището на курорта Св. Константин на различни дружества за строеж на почивни станции и санаториуми. Първата почивна станция започва да се строи още през 1923 г. от Телеграфопощенския синдикат. За кратко време на територията на курорта са построени 12 почивни станции. Между тях със своята масивност, архитектура и луксозност, изградени на два и три етажа, се отличават станциите на Чиновническото застрахователно дружество, на Съюза на популярните банки, на Софийското училищно настоятелство, на Съюза на железничарите, на Учителската каса, на Българския учителски съюз, на Русенските основни училища и др. Построените почивни станции през 1933 г. имат капацитет от 1500 легла. Поради започването на Втората световна война не са изградени предвидените още 10 станции с капацитет 1500 легла.
Красотите на Св. Константин са оценени по достойнство и върху хълмистия морски бряг от двете страни на крайморския път започват да се строят големи санаториуми и почивни станции. Те са предимно ведомствени, съградени със старанието Съюза на българските учители, Съюза на пощенските телеграфни служители, Съюза на железопътните чиновници в София и др. Нещо повече, тук строят и славянски държави. Чешкият Червен кръст е издигнал тук монументална сграда. Съюзът на чиновниците от Варшавската община привършва своя дом с 80 стаи с модерни тераси. 
Наред с почивните станции от лятото на 1925 г. в курорта Св. Константин се организират летни ученически колонии под контрола на родитело-учителските комитети и организацията на Български морски сговор. Идеята за летните ученически колонии е на д-р Иван Д. Шишманов от 1904 г. Първата морска колония е организирана през 1922 г. от Софийското училищно настоятелство за 40 деца във Варна. През 1928 г. в курорта Св. Константин летуват на палатки 27 момчета, 26 момичета и 5-има души персонал от Горна Джумая. Освен български летни колонии в курорта са организирани и международни колонии на чешки и полски младежи.

#### Лигата за курортна Варна в развитието на курорта
Значителна роля за развитието на курорта Св. Константин като международна туристическа дестинация изиграва Лигата за курортна Варна. Това е един колективен орган, който обединява усилията на всички обществени организации, държавни органи и отделни лица, чиято дейност засяга в някои отношения варненския курорт. Тя е създадена по инициатива на група варненски граждани. В Устава на Лигата, утвърден от Министерството на вътрешните работи и народното здраве, се чете: 
„Лигата е сдружение от варненски граждани, юридически лица и приятели на Варна от цялата страна и странство, които се интересуват от проучването и преуспяването на Варна, с цел да създадат от нея един първокласен курорт, поради нейните особени качества: лечебно въздействие на морето, хубавия плаж, превъзходния климат, бездъждовното и умерено топло лято, красивите околности и по-изгодния от другите курорти живот“.
Лигата за курортна Варна открива свои клонове освен в България и в чужбина: Варшава, Прага, Будапеща, Виена и др. На клоновете се изпращат рекламни материали за курорта на съответния език. Сред тях има и такива за курорта Св. Константин. Особено активна дейност за привличане на чехословашки летовници развива чехословашкият консул във Варна Карел Шкорпил, виден варненски археолог и основател на Варненския археологически музей. Той посещава Прага и разговаря с редица отговорни държавни и обществени дейци, като изтъква пред тях предимствата на Варна и на курорта Св. Константин. Усилията на Карел Шкорпил дават резултат. В брой 148 от 28 ноември 1927 г. на Варненски общински вестник, в рубриката „Курортна Варна“ четем: 

„Преди няколко дни пристигна в града ни инженер Е. Женати от Шкодровите заводи, Чехословакия, изпратен да прегледа терена, отпуснат от Окръжната постоянна комисия в курорта Св. Константин за постройка на Чешка детска колония. В сряда г-н Женати, придружен от председателя на Окръжната постоянна комисия г-н Милчо Бояджиев, чехословашкия консул във Варна г-н К. Шкорпил и архитект Дабко Дабков, посети Св. Константин. Той остана много възхитен от хубавото местоположение на мястото и изобщо от самия курорт Св. Константин. Окръжната постоянна комисия отпуска за чешка колония 10 дка."
На 14 април 1928 г. в Чирпан става голямо опустошително земетресение. Много държави се притичат на помощ на пострадалите. Сред тях най-активна дарителска кампания организират Полският Червен кръст и Варшавската община. Освен паричните дарения в Чирпан на 8 юни пристига полски санитарен влак с помощи и мисия на Полския Червен кръст. С щедрата помощ на Варшавската община и Полския Червен кръст в Чирпан е построена и обзаведена нова болница. В знак на признателност за оказаната подкрепа Варненската община и Варненският окръжен съвет вземат решение „да подарят едно място на Варшавската община да построи морски санаториум за слаби деца“.Те възлагат на народния представител Григор Василев, който е подпредседател на Полско-българското дружество и председател на Полско-българската търговска камара, „да предложи на градския съвет на Варшава тоя дар, като му предостави едно място от 10 000 кв. м в гр. Варна близо до нашия морски санаториум“. През септември 1928 г. Григор Василев посещава Варшава и получава уверение, че представители на Варшавската община ще посетят в най-скоро време Варна, за да изберат мястото. След завръщането му от Варшава Григор Василев дава интервю за Варненски общински вестник от 26 септември, в което заявява: 
„По мое скромно мнение и ако се създадат удобства, ще могат да идват от 50 до 100 000 поляци годишно“.
В началото на октомври във Варна пристигат помощник-кметът на Варшавския градски съвет д-р Виконти
Богуцки и членът на Съвета Казимир Каролевски. След избирането на мястото на гостите е даден съвет-банкет на 11 октомври 1928 г. На него варненският кмет Никола Попов заявява: 
„Ние варненци сме много щастливи, че можем да изиграем с нашето пристанище и летовища ролята на посредници за сближаването на двата народа… Пожелавам да се създадат и стопански връзки върху базата на нашето летовище“. 
 Началото на изграждането на полския почивен дом е поставено през 1931 г. Строи се по проект на арх. Антон Франгя. През следващите години числеността на поляците, летуващи във Варна и курорта Св. Константин, се увеличава. В броя от 25 септември 1931 г. на вестник „Илюстрован ежедневен куриер“, излизащ в Краков, Габровски Збиониев споделя впечатленията си от курорта Св. Константин:  
„Най-красивият плаж – пише той – в непосредствена близост до Варна е безспорно местността Св. Константин. Отлична автомобилна връзка, свързваща Варна със Св. Константин, дава възможност за 20 минути да се намери човек тук, за което способства отлично асфалтираното шосе… “

#### План за създаване на модерния курорт
През 1928 г. Окръжният съвет на своя сесия отново, 17 години по-късно, се занимава с въпроса за изработване на перспективен план за развитието на стопанството в бъдеще. Избрана е комисия от 11 членове, която да изготви плана.

На 4 ноември 1928 г. комисията взема следните решения:
„Да препоръчаме на почитаемия Окръжен съвет следния план за създаване и организиране стопанството при манастира „Св. Константин“ като модерен курорт.
а) преди всичко да се водоснабди и канализира стопанството;
б) да се ускори построяването на студени морски и топли бани, ако е възможно още през настоящия сезон;
в) цялото стопанство да се преобърне в един голям парк чрез разнородни залесявания, като: горски залесявания, чрез иглолистни и широколистни декоративни култури, парк във французки и английски стилове и пр., за да може по такъв начин, от една страна, да се създаде красив вид на курорта и от друга да се постигне идеално съчетание на морски и горски климат;
г) наравно със съществуващия хотел да се остави място и в последствие построи нов модерен хотел на мястото южно от шосето на съществуващият сега хотел;
д) да се остави място и в последствие се построи на брега на морето в дясно от поста модерно казино;
е) една част от стопанството, която ще се обърне в парк с вили чрез постепенно застрояване, ще служи за нуждите на частните вили, които ще се застроят в този парк под условия, изработени от Съвета, като се препоръчва системата за срочно използване. Това се препоръчва с цел, за да може курортът лятно време да бъде обитаем от по-голямо число курортисти, нещо което ще даде по-големи приходи от баните и казиното и същевременно ще бъде от полза на по-голям кръг хора, без да се влагат от Комисията грамадни средства, които биха били необходими за застрояване на вилите;
ж) съществуващите зеленчукови градини, постепенно с реализирането на плана ще се преустройват;
з) раздадените места на разни благотворителни учреждения да останат и за в бъдеще, като последните се задължават да приложат общия парков план по отношение на дадените им места;
и) за нуждите на младежта да се създаде игрище;
к) съществуващото лозе да не се разширява, но постепенно да се сменят лозите с раннозреещи сортове и в последствие се преобърне също в парк;

л) в парка да се създадат широки и удобни алеи. “
След приемането на плана за развитието на курорта Св. Константин от 1928 г. Окръжната постоянна комисия пристъпва към неговото реализиране. Окръжното планоснимачно бюро изработва регулационен план на курорта. Той е предложен за проучване и утвърждаване от Министерството на благоустройството.
За съжаление няма запазени документи дали Министерството е утвърдило плана, но Окръжната постоянна комисия го изпълнява през 1934 г.

Оценявайки извършеното от Окръжната постоянна комисия, д-р Александър Недялков – управител на Детския морски санаториум, в брой 6 на сп. „Морски сговор“ от 1 юни 1930 г. прави извода: 
„Землището между държавния санаториум и манастира „Св. Константин“ е парцелирано и раздадено от Варненската окръжна постоянна комисия на различни професионални и други организации за постройка на летовища. С течение на времето цялата тая местност ще бъде застроена с летовища и ще се превърне в едно курортно заселище, подобно на френското Берк сюр мер. Ала според наше мнение по-голямо значение и полза би било, ако това курортно заселище би станало в местността Дълъг пясък (дн. Златни пясъци – б. а. ), гдето топографическите и климатични условия във всяка степен са благоприятни за климатично-лечебна станция“.

Ето как вижда бъдещето на курорта Св. Константин д-р П. Д. Скорчев. В статията „Принос към усъвършенстването на морското летовище Варна“, публикация във Варненски общински вестник, брой 331 – 332 от 14 ноември 1933 г., той пише: 
„Стопанството „Св. Константин“ е един кът, който може и трябва да се превърне в крайморски рай. Един добре обмислен план за бъдещото преобразуване на стопанството при съдействието на вещи техници ще тури началото на един прелестен тих курорт с голямо бъдеще. Зеленчуковите градини ще се махнат и на тяхно място ще изникнат паркове, игрища и фонтани“.
 За разлика от повечето радетели на курорта обаче д-р Скорчев обявява: 
„Никакви продавания и подарявания в района на стопанството не бива да се правят повече. С раздаването на места за почивни домове трябва окончателно да се скъса. Колкото и да са допринесли за разхубавяването на местността, почивните станции откъм санаториума са една пречка за свободното развитие и ползване на стопанското землище. Практиката да се привличат чужденци, като се подарява на чуждите държави место за построяване на почивни домове, е пакостно напълно безполезно. Сега цялото подобрение е заето и обсебено от почивните станции, плажът е недостъпен за други и когато „Св. Константин“ привлече по-многобройни летовници, те ще се чувстват неприятно притеснени в своите движения край самото море… “ 
 Една констатация, която за времето си няма никакво основание.
В края на 1933 г. след построяването на новия модерен триетажен хотел в старобългарски стил, с балкони и веранди към всяка стая, обзаведени с течаща вода, както и след формирането на няколко апартамента с отделна баня, курортът Св. Константин се приближава до най-модерните курорти в Европа. Варненски общински вестник редовно публикува в рубриката „Курортна Варна“ списък на известни българи и чужденци, посетили курорта. Сред тях са чиновници от Турската легация в София, от съветските легации от София и Прага и др.

#### Първата гроздолечебна станция в България
В крак с модерните традиции в Европа още от края на ХІХ в. за създаване на гроздолечебни станции в страни с развито лозарство като Германия, Италия и Франция, през 30-те години на ХХ в. в курорта Св. Константин е построена първата гроздолечебна станция в България, която предлагала съчетанието на морелечение и гроздолечение. Още тогава Варненската управа вижда в това начинание възможност за развитие не само на лозарството, но и за удължаване на туристическия сезон в града и околностите му. Редица варненски лекари популяризират тази идея, като публикуват в периодичния печат статии по темата. Те изтъкват лечебните свойства на варненските сортове, особено на уникалния варненски „Димят“.
Гроздолечебната станция в Св. Константин е открита на 10 септември 1933 г. и е разполагала със 140 стаи, разположени сред обилна зеленина, с изглед към морето, в непосредствена близост до плажната ивица. На входа на манастира се издигала арка с надпис на български и немски „Първа гроздолечебна станция Св. Константин“. Тук гроздолечението се съчетавало с всички благоприятни природни, климатологични и хидробалнеологични методи на лечение, които е предлагал тогава курортът. През септември освен намалението на цените на стаите с рекламна цел и за привличане на повече летовници се раздавали по 2 – 3 кг грозде безплатно. Препоръчвало се гроздето да се консумира с лечебно-диетична цел, да става под наблюдението на специален лекар и да се съчетава с морелечение.

Гроздолечението събужда голям интерес сред чуждестранните летовници. Посреднически бюра за изпращане на летовници във Виена, Прага, Будапеща и др. обявяват, че не прекратяват своята дейност в края на сезона през август, а продължават рекламата за привличане на летовници за гроздолечение. Курортният сезон продължава до края на септември. Във вестник „Нови дни“ от 9 септември 1934 г. четем следното съобщение: 
„Дунавското параходно дружество донася все нови и нови летовници, за да прекарат есенните дни на брега на Черно море, комбинирайки гроздолечението с морелечението, слънчевите и въздушни бани“.
Сред летовниците имало българи, чехи и поляци, които идвали тук по лекарско предписание. Започвало се е с половин килограм грозде през първите дни, за да се стигне до 2 – 3 кг във втората и третата седмица. В края му всеки летовник е изпращан с пакет грозде като подарък и приятен спомен от пребиваването в Св. Константин. Гроздолечебницата просъществува до Втората световна война.

#### Благоустройство на курорта преди Втората световна война
През 1936 г. правителството приема „Правилник за курортите и лечебните места“. Правилникът задължава всички първостепенни курорти да изработят свой градоустройствен план, в който да предвидят и планират бъдещото развитие на селищата. Изпълнявайки указанията на правителството, Варненската община пристъпва към актуализиране на градоустройствените планове на предградието „Лозята“ (дн. „Рупи“) и на курорта Св. Константин. Обсъдени и актуализирани са планът и старият правилник на общината за тези курортни местности. В приетите документи за съжаление не се решава бъдещето на курорта Св. Константин.
Отделението „Благоустройство“ при Министерството на обществените сгради, пътищата и благоустройството прави опит да изготви градоустройствени теоретични разработки и планове за курортните места. Изготвени са два проекта, единият от които включва околностите на гр. Варна до местността Узун кум (дн. Златни пясъци), а другият – конкретно за бъдещото градоустройствено изграждане на курорта Св. Константин.
От направените наблюдения авторите на проекта констатират, че съществува тенденция към напускане на оживения град и неговите шумни удоволствия и пренаселен плаж и стремеж към извънградските околности и крайбрежните райони, които ще се развият като ваканционна зона. Според статия, публикувана в списание „Архитект“, брой 2 и 3 от 19 януари 1937 г., в проекта се предвижда курортът Св. Константин да се формира като един по-оживен и по-светски извънградски курорт. Според градоустройствения план старите манастирски постройки се запазват, определя се място на един голям хотел с изглед към морето. На най-високия издаден към морето нос се предвижда изграждане на морско казино. По крайбрежието е проектирана красива пешеходна алея. Цялата местност извън постройките е предвидена за паркова зона за отдих.
На изток е зоната за почивните станции. Предвиждат се места за семейни вили, за лозя и градини.
В плана важно място се отделя на осигуряването на бърза транспортна връзка с почивните станции в курорта Св. Константин. За целта наред с частните автобусни превози се предвижда и общинска автобусна линия. Замислен е и строеж на трамвайна линия. За съжаление всичко това остава нереализирано.
Започналата на 1 септември 1939 г. Втора световна война слага край на мирното, макар и ограничено, курортно строителство и благоустройство. Живописният курорт Св. Константин с неговите хотели и голяма част от почивните станции са превърнати в германски военен лагер. Варна става военноморска база за действия на германските войски срещу Съветския съюз. Красивите околности на града са обявени за военна зона и достъпът до курорта е ограничен. Стегнат в железните клещи на войната, курортът престава да се посещава от летовници.

### Курортът след Втората световна война
След Втората световна война курортът Св. Константин остава в разпореждане на Варненската община.

През 1948 г. е включен в състава на Стопанско предприятие „Балкантурист“. Сключват се договори за посрещане у нас на чешки туристи. Построяват се нови хотели. През 1949 г. е отворен „Плаж-хотел № 1“, преименуван по-късно в хотел „Роза“, а през 1951 г. започва да работи хотел „Одесос“. През 1955 г. Министерският съвет приема Постановление за изграждане край Варна на курортните комплекси Дружба (старото име на днешния курорт Св. Св. Константин и Елена) и Златни пясъци. През 1956/57 г. са построени хотелите „Чайка“, „Бор“, „Простор“, „Лебед“, „Лотос“, „Русалка“, „Рубин“ и други. Първоначално курортът Дружба е наречен „Балкантурист“, а по-късно е преименуван. През следващите години в курорта се осъществява значително строителство и той се превръща в първия международен морски курорт на България.
- Хотел „Рубин“ (1972 г.)
- Комплекс „Слънчев ден“

Изграждат се и ведомствени почивни станции: на Министерството на отбраната – почивен комплекс „Флотилия“ с военните почивни домове (ВПД) „Флагман“, „Адмирал“, „Фрегата“ и „Маяк“, голям плувен басейн, детски минерален басейн и ресторант с лятна градина; на ЦК на БКП (сега комплекс „Слънчев ден“); на Министерството на вътрешните работи – курортен комплекс „Тилия“ с 3 блока и медицински институт-санаториум на Българската народна банка; на Енерго; на миньорите; на Автомагистрали – Шумен, и др. През 1957 г. курортът е обособен в самостоятелна стопанска единица с наименование Курортен комплекс Дружба. Следвайки тенденциите в световния туризъм, където се налага търсенето на по-голям лукс, повече спорт и развлечения, в курорта се изграждат хотели от висок звезден клас. За задоволяване на  тези назрели потребности по проект на арх. Георги Ганев шведската фирма АВV изгражда Гранд хотел Варна, наричан неофициално Шведския хотел или Шведа. Открит е на 22 април 1977 г. Той разполага с климатично-балнеоложки център, в който се извършва водолечение с минерална и морска вода, физиотерапия, медицински комплекс, басейни, фитнес, солариум и сауна. Петзвездният хотел има 327 стаи, три ресторанта, механа, два бара, кафе-сладкарница, казино, още заведения и магазини. Разгънатата му застроена площ е 37664 кв. м. Състои се от високо тяло с 12 етажа, от които един подземен и ниско тяло също с подземно ниво. През 1978 г. Гранд хотел Варна е включен в международната хотелска верига „Интерхотели“.
- Гранд хотел Варна (2007 г.)
- Хотел „Рубин“ от комплекс „Гранд Хотел Варна“, (2010 г.)

В наши дни курортът се стопанисва от дружеството „Св. Св. Константин и Елена холдинг“ АД, основано през 1991 г. като наследник на „Балкантурист“. През 1992 г. курортът връща старото си име Св. св. Константин и Елена. На територията му започват да се осъществяват инвестиционни проекти, в съответствие с основните приоритетни цели – курортът да се утвърди като целогодишно място за Балнео и СПА туризъм в региона. Около 1994 г., при приватизацията на дружеството „Балкантурист“, Гранд хотел Варна преминава в ръцете на „Мултигруп“ и пpeтъpпявa няĸoлĸo пpeycтpoйcтвa и peнoвaции. След откриването на новите луксозни хотелски СПА комплекси „Aквaхаус Енсана“, „Астор Гардън“ и Вила „Чинка“, от 2018 г. хотелският комплекс „Гранд Хотел Варна“ е затворен за реновиране. Заедно с петзвездния Гранд Хотел Варна престават да функционират и другите хотели от комплекса – четиризвездните „Долфин Марина“, „Долфин“ и „Рубин“ на морския бряг, които постепенно са превърнати в развалини. До август 2025 г. ремонт не е извършван. През лятото на 2025 г. е внесено предложение на „ПРОЕКТ ГХВ“ ЕАД в Регионалната инспекция по околната среда и водите с инвестиционно намерение за преустройство и реконструкция на Гранд хотел Варна в многофункционална жилищна сграда с хотел, офиси и обществено обслужващи площи, както и подземен гараж.

## Водноспасителна служба
Едно от най-важните достойнства на всеки морски курорт е добре изградената спасителна служба, която осигурява безопасност и сигурност на къпещите се в морето и опазва техния живот. Спасителната служба в курорта Св. Константин е организирана през летния сезон на 1929 г. Тя започва да функционира с двама спасители, които постоянно наблюдавали къпещите се в морето. Първият спасителен екип в курорта е разполагал с лодка, шест спасителни пояса и въжета, приспособени за далечно хвърляне от брега. Благодарение на спасителната служба през летния сезон на 1929 г. са предотвратени десет инцидента в морето. В курорта не е допуснат нито един нещастен случай.

Интересна е била организацията на този първи спасителен екип, четем в бюлетин на Водноспасителна служба – Варна, от 1929 г.:
"Костюмите на спасителите са червени, със специални емблеми. През 1929 г. във Варна пристигнаха първите летовници от чужбина. Голяма част от тях се настаниха в манастира „Св. Константин“. Затова и спасителната команда организира филиал там. Първите спасители са Петър Миланов и Стефан Петров. Командата развива и спортна дейност. По инициатива на спасителите се основа първият морски клуб, като средствата за него са събирани от превозването на чужденци с лодки“.
В средата на XX в. посещаемостта на морските бани става масова и инцидентите зачестяват. Това налага създаването на единна система за водно спасяване. Тогава с указ на правителството водноспасителната дейност и подготовката на професионални кадри са възложени на Българския Червен кръст. С водноспасителното дело БЧК се занимава още от 1939 г. По това време дружеството организира санитарни постове за първа помощ на плажовете в градовете и в някои села по Черноморието. От 1964 г. функционира единна спасителна схема по варненското крайбрежие, в която курортът Св. св. Константин и Елена е представен със старото си име "Дружба". Определени са охраняемите плажове, спасителните постове и щатният брой на спасителите.
През следващите години на ХХ в. спасителната служба на Дружба е организирана със спасителни постове на Плаж Миньор, Голям плаж, Малък плаж и Ривиера. Първоначално плажовите зони са разпределени на два сектора – Дружба-север и Дружба-юг. Спасителни постове са открити също на външния плувен басейн до плажа и на закрития в Международния дом на учените. Гранд хотел Варна разполага със собствена спасителна команда, ръководена от Валентин Атанасов, която е една от най-добре подготвените и оборудваните по Черноморското крайбрежие по това време. Почивната станция на правителството, почивната станция Миньор“ и почивната станция на Главно управление на Строителни войски с времето изграждат собствени басейни и ги обезпечават със спасители. Така се развива и почивният Дом на Министерството на отбраната, където също са разкрити спасителни постове на плажа и край басейните. Главно управление на Строителни войски изгражда пред ресторант „Черноморец“ собствена зона за отдих, състояща се от три вертикално ориентирани тераси с пясък, плажен пясък с мостово съоръжение и два малки басейна. Тази зона разполага с отделно организиран пост и медицински пункт.
През 70-те, 80-те и 90-те години за всичките четири плажа отговаря един обектов ръководител. Първоначално това е Кирил Проданов, а от 1976 г. до края на века е Георги Ставрев – ръководител на катедрата по физическа култура и спорт към Машинно-електротехнически институт във Варна. Спасителните постове са обзаведени с необходимото оборудване и екипировка за подводно и надводно плаване, спасително въже и спасителна лодка. Организирана е и медицинска служба. Най-важното за всички екипи е високият професионализъм при осигуряването на безопасността на къпалните места и успешните акции при водни инциденти, спасяващи човешки живот. В началото и в края на всеки туристически сезон плажовете се охраняват от 15 – 20 спасители, а в разгара на лятото броят им надхвърля 40 души. На всеки от четирите плажа има старши спасител. Тренировки по плуване, физическа подготовка и водноспасително дело се провеждат два пъти в седмицата.
В състава на Водноспасителната служба в Дружба практикуват изтъкнати спортисти като най-големия плувец на България Юлиян Русев (на голям плаж), Валентин Атанасов и Станислав Пляков (Гранд хотел Варна).
Водноспасителната служба на курорта може да се похвали с най-много победи на откритите първенства по водно спасяване във Варна. Нейният отбор е представен предимно от спортистите на Гранд хотел Варна и остава почти непобедим в тези състезания.
Трудните моменти, в които изпадат спасителните команди, са когато се появи „голямо вълнение“. За да осигурят безопасното къпане на почиващите, спасителите заграждат част от водната площ (т. нар. изкуствен басейн), в която се събират всички спасители. Личната ангажираност и отговорност на водните спасители се проявява многократно, когато след края на работното време остават на плажа или прекратяват почивката си, за да помагат при инциденти с туристи.
Към всеки плаж има книга, в която се отбелязва как е преминал денят, какви са били условията на морето – дали е имало вълнение и степента му, каква е била посещаемостта на плажа, имало ли е инцидент и преодоляването му. Дейността е стриктно контролирана от БЧК и окръжната комисия по водно спасяване и отзивите за Водноспасителната служба в курорта винаги са отлични.

## Наука и медицина
Курортът е свързан с основания през 1959 г. варненски филиал на Научния институт по курортология, физиотерапия и рехабилитация – София. Филиалът функционира като Клиника по морелечение, физиотерапия и рехабилитация в състава на Катедрата по вътрешни болести на Висшия медицински институт във Варна. Разработени са важни за науката дозиметрични методики, намерили широко приложение в курортната практика. Допълнен е и изяснен индикационният списък за морелечение в курорта и района на крайбрежието на редица социалнозначими заболявания, като хипертонична болест, исхемична болест на сърцето, ранна атеросклероза, хроничен бронхит, бронхиална астма и други. Голямо признание за приноса на курорта Св. Св. Константин и Елена е провеждането на Първия национален конгрес по физиотерапия, курортология и рехабилитация, Варна, 17 – 20 октомври 1972 г., в намиращия се в комплекса Международен дом на учените „Фредерик Жолио-Кюри“.

## Култура

### Варненски музикални тържества
С Ньойския мирен договор от 1919 г. приключва Първата световна война за България. Той налага на страната тежки репарации и отнемането на Добруджа. За Варна това е жесток удар за стопанския живот на града. От първи търговски център на Царство България преди войните, Варна се превръща в един призрачен град, пълен с бежанци, където нищетата и мизерията се увеличават от ден на ден.
Прави чест на управниците на града, на търговско-промишлените съсловия и културната гилдия, че започват да търсят пътища за излизане на Варна от стопанската криза и разрухата. Всички съсловия се обединяват около идеята, че един от пътищата за излизане от кризата е превръщането на Варна в първокласен морски курорт, като се привлекат летовници от цяла Европа. За кратко време при управлението на кмета Никола Попов са изградени Централните морски бани (1926 – 1927) и Северните морски бани (1928 – 1929). Те предлагат на посетителите най-големи удобства и възможност за плаж, каквито няма по него време в морските курорти на Балканите, и съперничат по екстравагантност и комфорт на тези във Френската Ривиера. Модернизирана е прочутата варненска Морска градина. Близо до Централните морски бани е изградено Морско казино, което предоставя на многобройните гости на града и летовниците възможност за развлечение през свободното време. До Морската градина са разкрити няколко летни кина, където вечер се прожектират най нашумелите европейски филми.
В началото на 20-те години на ХХ в. вследствие на предприетите мерки от варненските управници и общественост се увеличава броят на летуващите, използващи знойното слънце, златния пясък и лечебното море, за да укрепят здравето си. Освен от българи по това време варненският плаж се посещава и от много туристи от Чехословакия, Полша, Унгария, Англия, Франция и други европейски страни. Варненската управа установява, че за летовниците морските бани, добрата и евтина храна, зеленото богатство на Морската градина и близките околности не са достатъчни да удовлетворят потребностите им от развлечения. Възстановеният в началото на 20-те години на миналия век замрял културен живот във Варна не отговарял на нуждите на многобройните посетители на града през летния сезон.

През 1926 г. варненската интелигенция основава Културно-просветно читалищно дружество в града. За негов председател е избран уважаваният обществен и културно-просветен деец, преподавател в Търговската академия – Варна, проф. Цани Калянджиев. Новосъздаденото дружество си поставя като приоритет да повдигне читалищното, музикалното и театралното дело във Варна. По инициатива на Герчо Герчев е създаден комитет за организация и провеждане на Варненски музикални тържества. В ръководството участват също Йордан Тодоров – музикален деец, проф. Янаки Арнаудов и проф. Цани Калянджиев – преподаватели в Търговската академия във Варна, Васил Ставрев – литератор и преподавател, Димитър Славов – общественик, Найден Найденов – музикант, Александър Кръстев – композитор и хоров диригент, Димитър Младенов – хоров диригент, и др. Решено е тържествата да преминат в няколко вечери с изпълнения на произведения от български композитори. Потърсено е съдействието на първите музикални сили в София и за провеждането на Варненските музикални тържества е създаден комитет и в столицата, в който влизат композиторът Добри Христов – варненец, маестро Георги Атанасов, Панчо Владигеров и музикалният критик Иван Камбуров. За да осигурят участието на първите музикални сили във Варненските тържества, организаторите изпращат писмо до Министерството на просветата, в което молят за подкрепа и съдействие. В писмото четем:
„Културно-просветното читалищно дружество във Варна реши да създаде традиция, като всяко лято устройва Общински музикални тържества по подобие на Залцбург, Австрия. Първото тържество ще се състои това лято в края на месец юли“.
 Във връзка с първите Музикални тържества читалищното дружество разпространява позив към българския народ, написан от варненския литератор Васил Ставрев. В него пише: 
„Един момент на културен възход преживяваме ние сега, въпреки големите катастрофи, които прекарахме в продължение на десетина години, и въпреки тежките условия, при които сме поставени да работим…Вслушайте се в песента на нашите музиканти и на тези, които творят и изпълняват наши и чужди произведения и разнасят славата ни по целия културен свят. Загледайте си в картините на нашите творци, взрете се в развитието на новата ни литература, надзърнете в театъра… ! Нека, употребили всички усилия, да изнесем музикалните тържества колкото е възможно по-бляскаво. Така ще турим началото на един музикален обичай – всяко лято при скутовете на нашата морска красавица Варна българската музика да празнува своето развитие и разцвет“.

На 11 юли 1926 г. вестник „Варненска поща“ съобщава, че: 
„Царят е дал съгласието си десетдневните музикални тържества да бъдат под негов патронаж“. 
 Сплотени около идеята за Музикалните тържества, варненци се подготвят за посрещането на това общобългарско музикално събитие. 
„Перонът беше пълен с посрещачи – пише вестник „Кино ек“. – Сред посрещачите е кметът Петър Стоянов, председателят на Културно-просветното читалищно дружество проф. Цани Калянджиев, братята Панчо и Любен Владигеров, обществени дейци.“ 
Сред овации от влака слизат композиторът Добри Христов, маестро Георги Атанасов, диригентите Венедикт Бобчевски и Цанко Цанков, виртуозът цигулар Борис Константинов, целият лайбгвардейски оркестър и много участници в тържествата. След грандиозното посрещане начело с военната музика гости и посрещачи дефилират през площад „Мусала“ до Морската градина.
Първите Варненски музикални тържества се откриват на 23 юли 1926 г. с изпълнението на химна на Царство България „Шуми Марица“ от оркестъра на лайбгвардейския полк, ръководен от маестро Георги Атанасов. Тържествата се провеждат при Летния театър в Морската градина. Приветствия към участниците и присъстващите произнасят министър Найден Найденов и кметът Петър Стоянов. Варненският и Преславски митрополит Симеон благославя начинанието и му пожелава „На многая лета“. Първата вечер на Варненските музикални тържества завършва с беседа на музиковеда Иван Камбуров на тема „Представителите на българското музикално творчество“, посрещната с небивал интерес от присъстващите.

През следващите вечери варненци, летовници и гости на града имат възможност да чуят симфонични и камерни концерти с участието на изтъкнати български композитори, изпълнители и диригенти като Добри Христов, маестро Георги Атанасов, Панчо и Любен Владигерови, Асен Найденов, Цанко Цанков, Венедикт Бобчевски, Славко Попов, Констанца Кирова, Иван Торочанов и др. На сцената на Летния театър за първи път прозвучават „Рапсодия Вардар“, „Българска сюита“ и „Легенда“ на Панчо Владигеров и Струнен квартет № 1 от Любомир Пипков. Изпълняват се творби на Бетовен, Вебер, Хайдн, Моцарт и Рихард Щраус, както и на българските композитори Ангел Букорещлиев, Добри Христов, Емануил Манолов и др. Заключителната вечер на тържествата е посветена на българската хорова и солова песен. На сцената се представя Плевенският катедрален хор с диригент Иван Сорокин и солистите Констанца Кирова, Христина Морфова, Петър Золотович, в съпровод на пианистите Людмила Прокопова и Найден Найденов. За първи път се представя пред своите съграждани и младият диригент на Софийската опера Асен Найденов. Той дирижира „Симфония в сол минор“ от Никола Атанасов. Първите Варненски музикални тържества се радват на огромен интерес от страна на обществеността, летовниците и гостите на града. Сбъдват се предвижданията на инж. Димитър Славов, че през следващите години Варненските музикални тържества се утвърждават като най-значимото музикално събитие в България. Откривайки четвъртите Музикални тържества през 1929 г., министърът на просветата Никола Найденов заявява:
„Тези тържества са голям празник на културата не само на Варна, а и за цяла България. Чрез тях ние сочим на света, че у нас музикалното творчество както в колективните, така и в индивидуалните прояви стои по-високо от народи, освободени преди нас, у които много наши музикални сили днес се ценят. Ние разрушихме легендата, че българският народ не е музикален, и по този начин подчертахме неговите музикални постижения – един от най-сигурните белези за висока творческа култура“. 
В периода 1932 – 1934 г. поради финансови затруднения и разногласия на музикалните среди в града Варненските музикални тържества са преустановени. Тяхното възобновяване се осъществява от 1 до 10 август 1935 г., когато са проведени седмите Музикални тържества. Те се състоят в новооткрития Варненски градски театър. Ярка илюстрация на радостта, с която варненци посрещат възстановяването на тържествата, е статията на д-р Стефан Стайков – подпредседател на Музикалното общество при Варненското културно читалищно дружество, публикувана в брой 10 от 4 август 1935 г. на Варненски вестник на вестниците: 
„След тригодишно прекъсване Варненските музикални тържества се възстановяват. Три години бяха достатъчни, за да се подчертае, че тези тържества са една необходимост за Варна, изтъкнат вече като международно летовище със значителни културни нужди… Идеята за всебългарски музикални тържества не е случайна. Не е случайно и обстоятелството, че тя възниква именно във Варна… красавицата на Черно море, която със своите прелести, с кичестите си брегове, синьо море и слънчево, лазурно небе привлича хиляди чужденци“.
Възстановените Варненски музикални тържества привличат варненци, летовници и гости до 1939 г., последната мирна година в Европа преди Втората световна война. Настъпилите военни години спират развитието им. От следващата, 1940 г. те не се провеждат.
 

### Фестивал „Варненско лято“
Едва през 1957 г. артистичните сили във Варна се обединяват и възстановяват мащабната културно-музикална проява под името Музикален фестивал „Варненско лято“. Той показва не само най-доброто от българското музикално творчество, но и привлича елитни световни музикални изпълнители и творци. През 1964 г. е поставено началото на първия Балетен конкурс в света. Започнал с едноседмична програма в края на юли, днес фестивалът стартира още през март и приключва в края на септември, съобразен с удължения туристически сезон, като стремежът е да осигури богата културна програма за варненци, летовниците и гостите на морската столица. Получил национален и международен престиж, Фестивалът е представителен форум на българското и световното музикално творчество и изпълнителско изкуство в областта на музиката. Девизът на първите организатори „да се обединят най-добрите музикални сили на страната“ намира своето продължение и развитие в популяризирането на българската музикална култура. Редица български произведения са прозвучали за първи път в рамките на „Варненско лято“. Фестивалът има многожанров характер и включва модулите: основна програма – симфонична и камерна музика; международна музикална лятна академия; музикална лаборатория – Варна; ренесансова и барокова музика; опера и балет; кросоувър – музикални проекти на границата с класиката; програма „Интермецо“, съвместно с Международния театрален фестивал „Варненско лято“; цикъл образователни концерти „Варненско лято за деца“; съпътстваща програма – изложби, филми, конференции и др.
В над 90-годишната история на Фестивала впечатляващо е присъствието на солисти, диригенти, симфонични и камерни оркестри, хорове, оперни ансамбли, балетни състави от цял свят. Стремежът на всяка следваща фестивална програма е да представя на сцената на „Варненско лято“ заедно с утвърдените имена от световната музикална култура и млади артисти – бъдещи звезди. През 1987 г. Фестивалът е приет в Европейската фестивална асоциация със седалище Женева. Тя удостоява два поредни пъти фестивала „Варненско лято“ с престижния лейбъл за европейско фестивално качество в периода от 2015 до 2018 г. През септември 2019 г. „Варненско лято“ получи две престижни награди – приз за европейско качество на програмата и наградата на публиката. На церемония в Брюксел Европейската фестивална организация огласи носителите на наградите на инициативата „Европа за фестивалите, фестивалите за Европа“ (EFFE), подкрепена от Европейската комисия и Европейския парламент.

## Инфраструктура
В комплекса функционират супермаркети, аптека, здравен център, бензиностанция, поща, полицейски участък, а до него има редовни градски линии от жп гарата и центъра на Варна. Освен почивните бази, хотелите и частните вили, в комплекса има много развлекателни заведения и спортни съоръжения. Изградени са множество места за забавление – интернет клубове, ресторанти, барове, магазини за сувенири и дрехи, рали писта, водни спортове, джетове, „банани“, сърф и други.

### Хотели
Хотели в курорта „Св. св. Константин и Елена са:
- 5 звезди: „Aквaхаус Енсана“, „Астор Гардън“, Вила „Чинка“, „Гранд Хотел Варна“ (затворен за ремонт), „Палас“ (Слънчев ден)
- 4 звезди: „Азалия“, „Аква Азур“, „Елинис“, „Естрея Палас“, „Естрея Резиденс“, „Корал“, „Кристел“, „Марина“ (Слънчев ден), „Мистрал“, „Романс Сплендид“, „Света Елена“, „Сириус бийч“.
- 3 звезди: „Аврора“, „Амфора“, „Атлант“, Bo's place, „Вега“, Вила „Аврора“, „Геолог“, „Глория“, „Елинис“, „Иванчов хан“, „Кипарис“, „Къща Сaмърхаус“, „Йо“, „Мотиви“, „Ники Палас“, „Пиеро“, „Приморски“, „Росица“, „Свети Петър“, „Туинс палас“, „Флагман“ (ВПД), „Фредерик Жолио-Кюри“, „Ханът“ (мотел), „Чайка“.

- Хотел „Глория“ – изглед от североизток
- Хотел „Фредерик Жолио-Кюри“ и 
алеята с ключовете

- 2 звезди: „Адмирал“ (ВПД), Вила „Бини“, Вила „Олимпик“, Вила „Холидей“, „Казабланка Грийн“, „Маргарита“, „Нептун“, „Русалка“.
- 1 звезда: „Фрегата“ (ВПД), „Маяк“ (ВПД).
- други: Azur Delux, Azur Onyx Premium, „Aзур Премиум Резорт“ (апартаменти), ALLURE VARNA studios, резиденция „Амарант“, Carpe Vita (апарткомплекс), Вила „Васила“, „Вила Маре“ (апарткомплекс), „Вила Рица“ (апарткомплекс), „Дива“ (апарткомплекс), „Ефос“, „Кипарисите“ (апартхотел), Luxe Sea, „Макси“ (апартхотел), Вила „Марциана“, Вила „Мима“, „Парадайс“, „Порт Палас“, Вила „Селебрити“, „Съни дей резиденс 1“ (апартхотел), „Съни дей резиденс 2“ (апартхотел), „Фентъзи апартментс“, „Флавия Гардън“ (апарткомплекс).

## Лечебен ефект на морето и климата в курорта
Хората знаят от дълбока древност за благотворното въздействие, което морето, морската вода, слънцето и морският въздух оказват върху човешкия организъм, и инстинктивно използват тези природни фактори за здраве, за закаляване на организма и за предпазване от болести. С голяма актуалност звучат и днес думите на известния гръцки поет Еврипид: „Морето пречиства всички човешки злини“. Хипократ наблюдава и описва оздравителния ефект на морската вода върху травмираните ръце на рибари и в резултат на това ги насърчава да я използват за намаляване на болките при различни наранявания.
През ХVІІІ в. в Европа интересът към природата и морето като лечебен фактор се възражда. Морелечението постепенно започва да печели все повече привърженици и се налага като средство за борба срещу редица характерни за епохата болести. По това време в Англия, Германия, Франция, Италия и други европейски страни морските бани започват да се ползват за лечение чрез морска вода и морски въздух. Създават се специални морски лечебни заведения. Откриват се морски санаториуми по Италианското и Френското Средиземноморско крайбрежие. Поставя се началото на Френската Ривиера.
Идеите за използването на морето и морския въздух за здраве и профилактика проникват в България в последните години преди Освобождението. Жителите на Варна още от втората половина на ХІХ в. проявяват интерес към красотите на природата и морето, към лечебния и здравословен климат и морската вода във Варна и нейните околности.
Със създаването на курорта Св. св. Константин и Елена през 1908 г. започва историята на курортното дело в България. Още преди 110 години неповторимата комбинация от природни ресурси тук е забелязана от видни варненски държавници, общественици и лекари, които вземат решение за създаването на първия български морски курорт – заради морето, морските бани и биоклиматичните условия, които влияят благоприятно върху здравето на хората, служат за укрепване, рехабилитация и подобряване на общото състояние.
Природните дадености на курорта – липсата на прах, богатият на йодни пари и на изпарения от изхвърлените на брега морски водорасли въздух, златистият пясък, чистата морска вода и горещите минерални извори, продължителната топла есен и меката зима, правят този природен лечебен комплекс вече 115 години уникален по отношение на неговите терапевтични, балнеологични и рехабилитационни възможности през цялата година.
- Централният плаж
- Плажът с ротондата

Благоприятните природни условия в курорта Св. св. Константин и Елена – слънчевото греене, температурата на въздуха и на морската вода, плажната ивица и морският бриз, са предпоставка за използването им за здраве, профилактика и лечение, за почивка, спорт, ваканции и незабравими емоции край морето.
Морелечението и морепрофилактиката имат дългогодишни традиции в курорта. Положителното действие на морската вода както в миналото, така и днес се използва успешно в много оздравителни и балнеологични центрове, разположени на неговата територия. Освен морската вода със специфичните си характеристики, богато съдържание на магнезий, калций, бром и йод, се използват и климатичните ресурси на дестинацията.
Артериалната хипертония и белодробната астма са две социалнозначими заболявания, за повлияването на които с помощта на таласотерапията има натрупан голям опит, включващ проучвания от българското крайбрежие и по-точно от плажовете на Варна и курортите Св. св. Константин и Елена и Албена. Именно тези географски ширини и уникалното съчетание на климатични биоресурси се оказват ефективни за профилактика, а при целенасочено приложение – и за клинично повлияване на посочените заболявания.
Средните зимни температури около морето са с положителни стойности, а средните годишни температурни амплитуди са най-ниски за страната (20 – 21°С). Това от своя страна определя много добри условия за лечение и профилактика на различни заболявания през цялата година.
Курортът Св. св. Константин и Елена попада в най-северната част на средиземноморската субтропична област и климатът тук се характеризира като континентално-средиземноморски, повлиян от морето. Характерни са по-голяма влажност на въздуха, наличие на йодни изпарения и отслабване на конвекционната облачност. Зимата е мека, с малко сняг. Заради морето зимната температура на въздуха е по-висока, в границите на −2° до 5°C. Лятото е сухо и умерено топло, с изобилно слънце. Характеризира се с бризови ветрове. През деня те духат от морето към сушата, носят прохлада и позволяват температури от порядъка 25 – 30°C да се възприемат като приятни. Температурата на морската вода достига до 25 – 28°C.
Микроклиматът на курорта Св. Св. Константин и Елена е описан като благоприятстващ лечението на горните дихателни пътища и алергиите. Неслучайно тук е бил основан и санаториум за лечение на тези заболявания. Съчетанието между хълмист и горист ландшафт и море е фактор, обуславящ благоприятния микроклимат на курорта. Отрицателните аниони, които носи морският бриз, въздействат на носната лигавица, като стимулират ендокринната система. Това води до повишаването на локалния и общия имунитет на организма. Микроклиматът има тонизиращ и закаляващ ефект, подсилва защитните сили на тялото, а повишеното съдържание на йод, бром, флуор във въздуха значително намалява проблемите с щитовидната жлеза на хората, пребиваващи в близост до Черно море. Благоприятното съчетание на високо атмосферно налягане, влажност и температура са трите основни климатични фактора, определящи добрата поносимост на организма към предоставените условия за профилактика, закаляване, повишаване на жизнения тонус и лечение.
Слънчевите бани, пясъколечението, крайбрежните разходки, крайморските спортни занимания и лечебната физкултура на открито са другите фактори, които са благоприятни за здравето. Чрез въздушните бани морският въздух въздейства директно върху тялото. Благоприятно за жизнените сили е и съчетанието между влажността на въздуха и вятъра. Сънят край брега на морето също е много полезен.

## Минерална вода и балнеолечение
Според различни източници България е сред първите пет държави в света, които разполагат с изобилие от минерални води с разнообразен физикохимичен състав и лечебни свойства. Една четвърт от тези води са по крайбрежието. Сред дестинациите в България, които разполагат с богати ресурси от термални източници с доказан лечебен ефект върху човешкото тяло, е и курортът Св. св. Константин и Елена.
Минералните води са сред най-ценните природни дадености на комплекса, а водата и нейното използване за здраве са един от най-важните елементи в концепцията за развитието на курорта като целогодишна дестинация за морски, СПА и Уелнес туризъм. В Св. св. Константин и Елена са изградени открити и закрити минерални басейни и съвременни Медикъл и СПА центрове към хотелите, които предлагат високо ниво на услуги и богато разнообразие от терапии и лечебни програми.
В курорта има 7 горещи термоминерални източника. Те са калциево-магнезиеви, слабоминерализирани и извират от 1800 до 2050 метра под земята с общ дебит 175 л/сек и температура на водата между 40° и 60°C.
Един от изворите се влива директно в морето и е топъл, а смесването на морска с минерална вода оказва още по-благоприятно влияние върху организма.

### Въздействие на минералните води в курорта върху човешкото тяло
Минералните води в курорта Св. Св. Константин и Елена оказват въздействие върху организма със своя минерален, газов състав и висока температура. Подходящи са както за профилактика, така и при лечението на различни заболявания. При външно приложение минералната вода оказва влияние чрез кожата – както върху самата нея поради прякото въздействие, така и чрез натрупването на химични елементи като депо в подлежащите тъкани. Попаднали в кръвообращението, елементите от състава на съответния термален източник обхващат целия организъм. Той се повлиява от биологично активните вещества като въглероден двуокис, хидрокарбонати, карбонати, флуор, сулфати, натрий, силиций и др., които се съдържат в минералните води на курорта. Слабоминерализираните води са с по-голяма активност на йоните, имащи отношение при профилактиката и лечението на различни заболявания, като повишават защитните сили на тялото. Елементите от състава на минералната вода в курорта Св. Св. Константин и Елена лекуват успешно сърдечно-съдови заболявания, проблеми с ендокринната система – диабет, затлъстяване, подагра, заболявания на опорно-двигателния апарат и функционалната нервна система. Когато минералната вода се използва в комбинация с климатичните условия, нейното въздействие се усилва.
През летните месеци много успешно се повлияват горните дихателни пътища, както и някои хронични кожни инфекции. Комбинацията от минерална вода, море и морски климат влияе положително върху цялостното състояние на организма, укрепва имунитета и помага за редуциране на стреса и преумората.
Минералната вода в курорта служи за профилактика и въздейства положително при следните състояния:
- дегенеративни ставни заболявания
- увреждания на междупрешленните дискове
- моно- и полиартрити, периартрити, бурсити, инсерционити, ставни синдроми при системни заболявания
- състояния след фрактури и хирургичното им лечение
- състояния след артроскопия
- състояния след ендопротезиране на тазобедрена, колянна и раменна става
- мозъчен инсулт, множествена склероза, Паркинсонова болест
- моно и полиневропатия, радикулит, плексит, последици от травми на периферни нерви
- миокарден инфаркт (подостра и хронична фаза)
- след сърдечни операции – байпас, сърдечно клапно протезиране

Минералните води в курорта Св. св. Константин и Елена са чисто термални, слабо минерализирани (акратотерми). Този клас води са с доказана лековитост. Те намират както външно приложение, така може да се използват и за пиене, инхалации и иригации. Външното приложение е добре познато на хората под формата на терапии с минерална вода в басейни и други водни атракциони. Поради слабата си минерализация съставките във водите се резорбират много добре от организма. Имат по-голямо осмотично налягане и извеждат редица остатъчни продукти от организма. Питейното приложение на водите на курорта също е достатъчно актуално. Акратотермите са отлични за ежедневен прием, без ограничение в количеството. Те увеличават отделената от бъбреците урина, изменят киселинно-алкалното равновесие в организма, имат изплакващо действие по пътищата, по които преминават. Затова са особено ефективни при бъбречни и жлъчни заболявания, свързани с някои възпалителни процеси. Добрите питейно-вкусови качества на минералните води в курорта Св. св. Константин и Елена дават възможност и за ползването им за промишлено бутилиране.

### Приложение на минералните води в курорта
През 2017 г. екип учени от Медицинския университет във Варна проведоха анализ на един от изворите на територията на курорта Св. Св. Константин и Елена. Обект на наблюдение и място на вземане на пробата е хотел „Естрея Резиденс“ в курорта. Изследването на физикохимичните показатели е извършено по проект „Проучване на молекулните механизми на действие на сярасъдържащи минерални води от Варненския басейн върху човешкия метаболизъм, с оглед използването им като лечебно питейно средство“. Изследването е финансирано от Фонд „Научни изследвания“ на Министерството на образованието и науката, чрез конкурс за финансиране на фундаментални научни изследвания през 2016 г. Резултатите са показани в следната таблица: 
| Показател                                 | Единица на величината | Методи за изпитване    | Резултати от изпитването | Максимално допустима стойност* | Условия на изпитването |
| ----------------------------------------- | --------------------- | ---------------------- | ------------------------ | ------------------------------ | ---------------------- |
| Цвят                                      | градус                | БДС 8451:1977          | 0                        | Без значими колебания          | (21 ± 3)°С             |
| Мирис (20°С)                              | бал                   | БДС 8451:1977          | 2                        | Без значими колебания          | (21 ± 3)°С             |
| Мътност                                   | FNU                   | БДС ЕN ISO 7027-1:2017 | 0,24 ± 0,05              | Без значими колебания          | (21 ± 3)°С             |
| Активна реакция                           | рН единици            | БДС ЕN ISO 10523:2012  | 7,5 ± 0,1                | 6,5 – 9,5                      | (20,0 ± 0,6)°С         |
| Амониев йон                               | mg/l                  | ВМИ 3/2003             | 0,18 ± 0,02              | 0,50                           | (21 ± 3)°С             |
| Амоняк                                    | mg/l                  | БДС 17.1.4.10:1979     | 0,24 ± 0,03              | -                              | (21 ± 3)°С             |
| Нитрити                                   | mg/l                  | ВМИ 4/2003             | <0,05                    | 0,50                           | (21 ± 3)°С             |
| Нитрати                                   | mg/l                  | ВМИ 5/2003             | <3                       | 50                             | (21 ± 3)°С             |
| Електропроводимост                        | μS/cm                 | БДС ЕN 27888:2002      | 677 ± 30                 | 2000                           | (20,0 ± 0,6)°С         |
| Обща твърдост                             | mg eqv/l              | БДС 3775:1987          | 4,4 ± 0,1                | 12                             | (21 ± 3)°С             |
| Калций                                    | mg/l                  | БДС ISO 6058:2002      | 44 ± 1                   | 150                            | (21 ± 3)°С             |
| Магнезий                                  | mg/l                  | БДС 7211:1982          | 27 ± 1                   | 80                             | (21 ± 3)°С             |
| Сулфати                                   | mg/l                  | ВМИ 9/2004             | 54 ± 5                   | 250                            | (21 ± 3)°С             |
| Фосфати                                   | mg/l                  | ВМИ 7/2003             | <0,03                    | 0,50                           | (21 ± 3)°С             |
| Хлориди                                   | mg/l                  | БДС 3414:1980          | 77 ± 3                   | 250                            | (21 ± 3)°С             |
| Желязо тривалентно                        | μg/l                  | ВМИ 19/2002            | 44 ± 5                   | 200                            | (21 ± 3)°С             |
| Желязо общо                               | μg/l                  | ВМИ 19/2002            | 70 ± 8                   | 200                            | (21 ± 3)°С             |
| Хром шествалентен                         | μg/l                  | ВМИ 26/2003            | <10                      | 50                             | (21 ± 3)°С             |
| Флуориди                                  | mg/l                  | ВМИ 11/2005            | 0,50 ± 0,07              | 1,5                            | (21 ± 3)°С             |
| Селен                                     | μg/l                  | БДС 7213:1978          | <1                       | 10                             | (21 ± 3)°С             |
| Натрий                                    | mg/l                  | ВМИ 17/2007            | 46 ± 6                   | 200                            | (21 ± 3)°С             |
| Калий                                     | mg/l                  | ВМИ 16/2008            | <5                       | -                              | (21 ± 3)°С             |
| Обща и съставна алкалност                 | mmol H+/l             | БДС ЕN ISO 9963-1:2003 | 4,6 ± 0,2                | -                              | (21 ± 3)°С             |
| Общ сух остатък                           | mg/l                  | БДС 17.1.4.04:1980     | 400 ± 19                 | -                              | (105 ± 1)°С            |
| Общ органичен въглерод                    | mg/l                  | ВМИ 2/2007             | 9,3 ± 0,9                | Без значими колебания          | (21 ± 3)°С             |
| Разтворени сулфиди и свободен сероводород | mg/l                  | ВМИ 10/2004            | 1,2 ± 0,1                | -                              | (21 ± 3)°С             |

Водата от посочения минерален източник спада към групата на т. нар. по-топли акратотерми. Нейната висока термалност показва, че тя се образува дълбоко в земята при високи температурно-пресорни условия, които променят структурата на водната молекула, а оттам и свойствата на водата. Всички балнеоспецифични компоненти са в концентрации, по-ниски от граничните стойности за лечебна ефективност, но вероятно техните балнеоспецифични качества се потенцират взаимно, което се отразява на лечебното им действие.
При широк кръг от заболявания, съобразно с избраната методика на приложение, посочените води предизвикват разнообразни лечебно-профилактични реакции и ефекти:
- хипотермичен, изотермичен, хипертермичен
- механопресорен
- антигравитационен
- хипоосмотичен
- засилване на кръвооросяването
- стимулиране на трофиката
- аналгетичен
- седативен
- антиспастичен
- хипотензивен
- диуретичен
- противовъзпалителен
- антитоксичен
- общозакаляващ

Видовете приложения за постигане на изброените ефекти са:
ВЪТРЕШНО ПРИЛОЖЕНИЕ (за пиене) – назначено и контролирано от лекар, който определя дозата и начините на прием на водата – преди или след хранене. Продължителността на приемане се съобразява с минералния състав на водата за избягване на нежелателни промени на минералния състав на тъканите. Минералната вода на Св. Константин и Елена е най-полезна, когато се пие на място в курорта, в нейния естествен вид.
ВЪНШНО ПРИЛОЖЕНИЕ – чрез потапяне в минерални басейни, вани, обливане с различни душове и др. В курорта Св. св. Константин и Елена външното приложение на минералната вода е чрез вани тангентори, вани с минерална вода, лечебен басейн с минерална вода, подводен душов масаж. Кинезитерапията също заема роля чрез използването на водата за лечебна гимнастика в басейн.
ИНХАЛАЦИИ – вдишване с лечебна цел на естествено отделени газове или на разпръснати мъгли (аерозоли) от минерални води. Естествени инхалации се получават по време на вълнение при каменист морски бряг.
ДРУГИ МЕТОДИ ЗА БАЛНЕОЛЕЧЕНИЕ – промивки, гаргари. Те са ценни допълнения към основен балнеологичен курс, особено важни при съвременната детокс терапия.

## СПА туризъм
СПА туризмът, както и съпровождащите го услуги, е един от най-динамично развиващите се отрасли в световен мащаб, като през XXI век бележи непрекъснат възход в реализираните пътувания с цел СПА, Балнео и Уелнес, в откриването на нови дестинации, в увеличаването на приходите в този сектор. Туристът все повече се интересува от дестинации, които му предлагат подобряване на качеството на живот по здравословен и природосъобразен начин. Това е глобална тенденция, която важи и за България.
Природните ресурси, с които разполага курортът Св. св. Константин и Елена – чист въздух, зеленина, море и минерална вода с лечебни свойства, наличните на територията на курорта висококвалифицирани Медикъл и СПА центрове, предлагащи разнообразни терапии, процедури и услуги за цялостна грижа за здравето, са притегателен център за хора, които търсят не само почивка, забавление и отмора. Туристите, които идват в Св. св. Константин и Елена, са с предпочитания към СПА, Уелнес и Балнео услуги и търсят възможностите, които курортът дава в тези направления. Гостите на комплекса имат възможност не само да подобрят здравето и жизнения си тонус с Уелнес, Балнео и СПА, но могат да се възползват от възможностите за културен туризъм и посещение на културно-исторически забележителности в региона.
Един от ключовите проекти, които кореспондират с дългосрочните идеи за развитието на курорта като морска и СПА дестинация, е термален комплекс „Аквахаус Термал & Бийч“ – разположен на морския бряг, захранван с минерална вода и предоставящ целогодишно възможности за спорт, развлечения, плаж, СПА и Уелнес.
Реализацията на проекта започна през есента на 2016 г. с модернизацията на съществуващия обществен термален басейн и преобразуването му в съвременен балнеоложки комплекс, който запази статута си на общодостъпно място за всички варненци и гости на града. Термалният комплекс е с концепция, съобразена с цялостната визия за бъдещето на курорта – средиземноморска архитектура с характерната за нея атмосфера, съчетаване на почивката чрез плажуване и релакс, балнеология, СПА и Уелнес, зони за спорт, рехабилитация и възстановяване.
В непосредствена близост до термалния комплекс през 2018 г. в курорта отвори врати и новият петзвезден Хотел Астор Гардън, който работи целогодишно и предлага стилен интериор, забележителна крайбрежна панорама и градина, в съчетание с морски почивки, атрактивни СПА и Балнео ваканции. И двата проекта са в съответствие с дългосрочните планове за развитието на курорта и за утвърждаването му като място, което е ценно с природните си ресурси от минерална вода за лечебни цели.
Здравният туризъм става все по-актуален в съвременните курорти по света, защото дава възможност за съчетаване на планирана почивка с провеждане на реално медицинско лечение. В медико-социален аспект потребностите от курортно лечение и профилактика в световен мащаб нараснаха многократно в резултат на увеличението на социалнозначимите заболявания. Лекарите специалисти днес, също както известните варненски лекари в миналото, твърдят, че курортът има изключителен потенциал за развитие на СПА, Уелнес, Балнео и Здравен туризъм, съчетан с морелечение и климатолечение. Мястото предлага благоприятен климат, живописен брегови ландшафт, плажове с близо 11 часа дневно слънчево огряване, приятна за къпане морска вода, изобилни термоминерални води и калолечебни находища в близост до курорта. 
Курортът Св. св. Константин и Елена има 7 горещи минерални извора. Те са на дълбочини между 1800 и 2000 метра с общ дебит 175 л/секунда и температура на водата от 40 до 60 градуса.
Целогодишно в Св. св. Константин и Елена работят множество басейни и съоръжения с минерална вода:
- Aquahouse Thermal & Beach – термалният комплекс е разположен на самия морски бряг и предлага множество възможности за балнео, спа и уелнес туризъм. Разполага с 14 открити и закрити басейна и водни съоръжения с различна дълбочина и температура, захранвани с минерална вода.[10]
- Хотел Азалия Балнео & СПА – балнеохотел на самия морски бряг, предлагащ множество спа процедури, възможност за лечение на редица заболявания със силата на минералната вода.[11]
- Другият е малък детски басейн в района на ВПД „Флагман“ и е разрешен за безплатно ползване само от хотелите на Министерството на отбраната. Температурата на водата е 30 – 32 градуса.
- Под атракцията кораб ресторант „Сириус“, е т.нар. „Топла вода“, където минералната вода от горещ извор се влива в морето от високо през широка тръба върху лечебна морска кал. Дори през зимата се посещаваше активно. Сега изворът е почти пресъхнал – поради безконтролни действия на построения в близост хотел „Сириус“ водата тече периодично. Посещава се предимно от български, руски и румънски туристи.

## Дайвинг атракция
Уникална световна дайвинг атракция лежи в акваторията на к.к. Св. св. Константин и Елена – това е 50-метровият самолет Ту-154, който в продължение на 20 години е обслужвал българското правителство.
Самолетът е на 700 метра от яхтеното пристанище на к.к. Св. св. Константин и Елена. Той е на дълбочина 22 метра под морското равнище. Достъпът до него е свободен за всички сертифицирани водолази.
Координати на Ту-154 под вода:
- 43°13´404 N
- 28°01´464 Е

## Галерия
- Хотел и СПА комплекс 
„Аквахаус Енсана“
- Хотел „Астор Гардън“
- Вила „Чинка“
- Аквахаус Thermal & Beach
- Хотел Балнео и СПА „Азалия“
- Хотел „Палас“
- СПА хотел-ресторант „Сириус“
- Корабът-ресторант „Сириус“ – изглед от югозапад
- Хотел „Порт Палас“
- Манастир 
„Св. Св. Константин и Елена“
- Приморски басейн с кула за скокове
- Ресторант с лятна градина „Марина“